# AQ Andromedae
AQ Andromedae (AQ And / HD 2342 / HIP 2180) es una estrella variable en la constelación de Andrómeda. Es una estrella distante, cuya distancia estimada al sistema solar es de 3300 años luz.
AQ Andromedae es una estrella de carbono de tipo espectral CV5 con una temperatura superficial de 2660 K.
Estas clase de estrellas experimentan una pérdida de masa estelar significativa; AQ Andromedae lo hace a razón de 4,3 x 10-7 masas solares por año.
Su luminosidad bolométrica —considerando todas las longitudes de onda— es 9700 veces superior a la luminosidad solar.
Mediante interferometría se ha medido su diámetro angular, el cual, una vez considerado el oscurecimiento de limbo, es de 4,09 ± 0,80 milisegundos de arco.
Ello permite evaluar su diámetro real, siendo éste 450 veces más grande que el diámetro solar, cifra sólo aproximada ya que depende de la distancia a la que se encuentre AQ Andromedae.
AQ Andromedae parece estar rodeada de una fina envoltura de polvo separada de la estrella.
Diversos modelos estiman la temperatura del polvo en un rango comprendido entre 28 y 49 K.
Ello corresponde a una mayor pérdida de masa en el pasado —hace unos 19.000 años—, del orden de 152 x 10-7 masas solares por año.
Se estima que el ritmo de pérdida de masa estelar varía cada 2000 - 5000 años.
Catalogada como variable semirregular SRB, el brillo de AQ Andromedae varía entre magnitud aparente +7,7 y +9,5 en un período de 169 días.